# 関暁夫
関 暁夫（せき あきお、1975年6月21日 - ）は、日本の芸人、YouTuber、作家。目黒区自由が丘にて喫茶店「セキルバーグカフェ」を経営。1996年から2009年までお笑いコンビ『ハローバイバイ』で活動。吉本興業に所属していた。
都市伝説再ブームの第一人者であり、芸名「Mr.都市伝説 関暁夫（ミスターとしでんせつ  せきあきお）」や、「スティーブン・セキルバーグ」として、テレビやラジオ、イベントなどで都市伝説を語る。2007年から『やりすぎ都市伝説』（テレビ東京系）における、都市伝説テラーを務め、語りの締めに「信じるか信じないかはあなた次第です」というフレーズを使う。2006年に書籍化された『Mr.都市伝説 関暁夫の都市伝説』は、2019年までに第7巻まで発行され、シリーズ累計300万部のベストセラーとなった。

## 経歴
東京都出身。実家は寿司屋を営み、父は寿司職人。東京都杉並区立松ノ木中学校出身。同校在学当時は、ボンタンに短ランの変形学生服を着用するヤンキーであった。調理師を志し、家業を継ぐことを考えていた。
伊豆大島にある全寮制の海洋高校、東京都立大島南高等学校を卒業後、進学先のモランボン調理師専門学校で金成公信と知り合う。専門学校を卒業後、海外玩具のバイヤーへの興味から1年間渡米したが、帰国後は家に引きこもる。20歳の時、金成とお笑い芸人への道を歩むことを決意し、21歳で吉本総合芸能学院（東京NSC）の2期生となる。1996年、東京NSC卒業。その後、金成とハローバイバイを結成し銀座7丁目劇場へ出演。
2004年ごろのハローバイバイはテレビの仕事がほとんどなかったことから、芸人を廃業すべきか悩んでいたが、芸人を辞める前に自分の好きな都市伝説を仕事にしようと考える。28歳で個人活動を始め、超能力や予知などの話を披露するオカルトトークライブを行った。2005年8月6日放送の『やりすぎコージー』における「芸人都市伝説」のコーナーにて芸人都市伝説キングとなる。その後、同企画へ連続出演することとなった。2006年11月、初の著書『ハローバイバイ・関暁夫の都市伝説 信じるか信じないかはあなた次第』を出版。80万部を超えるベストセラーとなり、のちの都市伝説再ブームの火付け役となる。同時期にはスティーブン・セキルバーグを名乗り、「都市伝説テラー」（都市伝説を語る人物）としてテレビ番組などの出演が増加。また「関暁夫のオカルトトークライブ」と銘打った不定期ライブを行っている。
2009年、ハローバイバイが解散。解散後は「ハローバイバイ関暁夫」名義で活動を続け、2011年12月30日に「Mr.都市伝説 関暁夫」へ改名。2010年11月3日に一般女性と結婚。2013年4月から自由が丘にて「セキルバーグカフェ」を経営し、都市伝説関連グッズの販売も行う。
2019年末に始めたYouTubeチャンネル「Mr.都市伝説 関暁夫の情熱が止まらない」は、登録者数50万人を突破（2024年3月22日時点）。
2021年10月、愛媛県立今治西高等学校伯方分校の魅力向上を目的に立ち上げた「放課後情熱学園」の特別講師に就任。2022年、情報経営イノベーション専門職大学客員教授に就任。2023年1月31日、日本武道館にてトークライブを開催。
2024年7月7日の東京都知事選挙にて、田母神俊雄の応援演説を行い、ポスター貼りに助力。同年5月には自身が主宰するオンラインサロン「情熱クラブ」のイベントに田母神を招き、山中で民間防衛の勉強会を行った。

## 出来事、評価
- 著書『Mr.都市伝説 関暁夫の都市伝説』の第1巻では「9・11陰謀論」、第2巻では、「新世界秩序」という陰謀論とマヤ暦に由来する「2012年大変動説」などを結合した説を主張[7]。3・4巻では、イルミナティ、フリーメイソンといった陰謀論界隈で馴染みのある秘密結社ネタや、「東日本大震災は人工地震」「アメリカはロズウェルで得た技術を兵器開発に転用している」などの陰謀論を展開[7]。2012年11月2日放送の『やりすぎ都市伝説』にて、「ビル&メリンダ・ゲイツ財団がワクチン普及活動に取り組んでいるのは、世界人口調整のための陰謀」という反ワクチン陰謀論を紹介し[24]、マイクロソフト社からテレビ東京へ協議が申し入れられた[7][25]。
- 2024年1月、関の経営する「セキルバーグカフェ」にミュージシャンのASKAが来訪。ASKAは「いま、起こってる出来事を現実と受け止め合った。大事なことは『日本国で生きる日本人が日本を守らなくてはならない』という結論に達した」とX(旧Twitter)に投稿した[17][26]。
- と学会元会長で作家の山本弘は、『トンデモ本の世界Ｘ』において、関の創作や虚偽を「都市伝説」と偽っている例があるとした上で、「実際には100%嘘である話を「信じるか信じないか」という二者択一を読者に押し付けることで半分くらい信憑性があるかのように錯覚させている」として、「信じるか信じないかはあなた次第」というフレーズを「卑劣」であると批判した[9]。また、「世界各地の大地震は地震兵器による攻撃だ」として被災者救援のためのチャリティーがフリーメイソンの資金源になっていると匂わせている著書の記述を引用し、「悪質なデマであり、これが元で募金額が減り、失われる命があるのではないか」と批判した[9][24]。
- 陰謀論や悪徳商法、オカルトなどを取材するライターの雨宮純は、「『やりすぎ』は、芸人が都市伝説を紹介するというスタイルで、最後は『信じるか信じないかはあなた次第』と無責任に締める」「『お笑い文化の中で語られるオカルト』という構図にすることで怪しさの軽減に成功した」「『都市伝説系YouTuber』が、都市伝説と銘打ってオカルトや陰謀論を語るスタイルは、関の影響」と批評した[7]。
- 音楽家のロマン優光は、関のアプローチを「陰謀論ビジネス」と捉え、その影響力と商業的側面に批判的な見方を示している[27]。ロマンは、関が完全に自説を信じているわけではなく、ビジネスとして陰謀論を展開している可能性を指摘した[27]。また、関の田母神俊雄への接近などは、新たな顧客獲得を目的とした戦略的なものだと見ている[27]。
- 2022年4月28日、『マツコ&有吉 かりそめ天国』へ出演した有吉弘行は、関の名前を挙げ「宇宙人はいてもいいし、雪男もいてもいいけど、嘘ついて金儲けしているヤツが許せない」と語った[28]。
- 2024年4月3日、鬼越トマホーク坂井は、『水曜日のダウンタウン』で「最初は芸人がお金を稼ぐために、心霊とかMr.都市伝説とか言い出すけど、結局最後取り込まれちゃうんですよね」と語った[29]。

## 出演作品

### テレビ番組
- 『やりすぎコージー』（テレビ東京） - 都市伝説企画のレギュラー出演
- 『R30』（TBS）
- 『ドッカ〜ン!』（TBS） - 都市伝説先生として出演
- 『やりすぎ都市伝説』（テレビ東京） - レギュラー出演
- 『モクスぺ 勝手に秋祭り！芸能人恥ずかし映像100連発!!』（2007年11月1日、日本テレビ）
- 『平成20年間1億3000万人のがんばった大賞』（2008年1月7日、フジテレビ）
- 『都市伝説〜超常現象を解明せよ！3』（ナショナル ジオグラフィック）
- 『Mr.都市伝説 関暁夫の「ELIZA」未来を切り開くテクノロジー』（2016年10月7日 - 、テレビ埼玉）
- 『Mr.都市伝説 関暁夫のゾクッとする怪感話』（2020年10月23日 - 、BSテレ東）
- 『NHK高校講座学び方ガイド』「NHK高校講座のウワサに迫る!!」（2019年度）
- 『週刊さんまとマツコ』（2025年4月6日・13日、TBSテレビ）

### テレビアニメ
- 『アイシールド21』（2005年4月 - 2008年3月、テレビ東京） - オットー・ゴンザレス 役

### オリジナルビデオ
- 『けっこう仮面 ロワイヤル』（2006年、アートポート）
- 『けっこう仮面 プレミアム』（2006年、アートポート）
- 『けっこう仮面 フォーエバー』（2006年、アートポート）

### 映画
- 『アヒルと鴨のコインロッカー』（2007年、監督：中村義洋） - 江尻 役
- 『都市伝説的戦後日本史 〜信じるか信じないかはあなた次第〜』（2008年、監督・脚本・主演：関暁夫、「YOSHIMOTO DIRECTOR'S 100 〜100人が映画撮りました〜」の1本）[30]

### CM
- 『マンガ倉庫』

### ラジオ
- 『霜降り明星のオールナイトニッポン』（2024年6月14日、ニッポン放送）[27][31]

## 書籍

### 単著
- 『ハローバイバイ・関暁夫の都市伝説 信じるか信じないかはあなた次第』（2006年11月、竹書房）[5]
- 『ハローバイバイ関暁夫のコミック都市伝説』（2008年3月、ヨシモトブックス/ワニブックス）
- 『ハローバイバイ・関暁夫の都市伝説 2 受け継がれし語られる者たちへ』（2008年7月、竹書房）[32]
- 『S・セキルバーグ 関暁夫の都市伝説 3 幸せを呼ぶピンクの四葉のクローバー』（2010年11月、竹書房）
- 『Mr.都市伝説 関暁夫の都市伝説 4 2013年 新時代の扉がいま開かれる』（2012年8月、竹書房）[6]
- 『Mr.都市伝説・関暁夫の都市伝説 5 メディア洗脳から目覚めたみなさんへ』（2014年12月、竹書房）
- 『Mr.都市伝説・関暁夫の都市伝説 6 2018年最後の審判が下される！』（2016年8月、竹書房）
- 『Mr.都市伝説・関暁夫の都市伝説 7 ゾルタクスゼイアンの卵たちへ』 （2019年12月、竹書房）[1]
- 『Mr. 都市伝説 関暁夫のゾクッとする怪感話』（2021年8月、宝島社）

### 共著
- 『最新版！ヤバい「都市伝説」大全』（2015年3月、宝島社） - ベンジャミン・フルフォード、山口敏太郎との共著
- 『ヤバすぎる「都市伝説」大全』（2015年10月、宝島社） - ベンジャミン・フルフォード、山口敏太郎との共著
- 『激ヤバ「都市伝説」 世界の陰謀大全』（2016年1月、宝島社） - ベンジャミン・フルフォード、山口敏太郎との共著
- 『Mr.都市伝説・関暁夫のファーストコンタクト バシャール対談』（2019年1月、ヴォイス） - ダリル・アンカとの共著